# Lochy i smoki (film)
Lochy i smoki (ang. Dungeons & Dragons) − amerykańsko-kanadyjsko-czeski film fantasy z 2000 roku w reżyserii Courtneya Solomona. Został wyprodukowany na podstawie fabularnej gry fantasy o tym samym tytule. W tym generalnie źle przyjętym filmie (z wynikiem 10%, czyli „zgniły”, w serwisie Rotten Tomatoes) występują gościnnie Richard O’Brien oraz Tom Baker.

## Obsada
- Justin Whalin − Ridley Freeborn
- Marlon Wayans − Snails
- Jeremy Irons − Profion
- Thora Birch − Savina
- Bruce Payne − Damodar
- Zoe McLellan − Marina Pretensa
- Tom Baker − Król Elves

## Nagrody i wyróżnienia
- 2001, Young Artist Award:
  - nominacja do Nagrody Młodych Artystów w kategorii najlepszy występ w filmie fabularnym − młoda aktorka drugoplanowa (wyróżniona: Thora Birch)[6]
- 2002, Academy of Science Fiction, Fantasy & Horror Films:
  - nominacja do nagrody Cinescape Genre Face of the Future w kategorii rola żeńska (Thora Birch)[6]